# 보볼리 정원
보볼리 정원(Giardino di Boboli)은 이탈리아 피렌체에 있는 정원으로, 1766년부터 대중들에게 개방하고 있다. 피티 궁전 내에 위치하고 있다. 메디치 가문의 코시모 1세가 아내 엘레오노라를 위해 만들었다.